# Ligne 4 du tram de Košice
Pour les articles homonymes, voir Ligne 4.
La ligne 4 du réseau de tram Košice relie l'arrêt Havlíčkova (nom jusqu'au 2 août 2008:Štadion Lokomotivy  ) à Socha Jána Pavla II.(nom jusqu'au 2 août 2008:Barca servis ) dans le quartier de Barca via Nám. Maratónu mieru (nord de Hlavná) - Hlavná pošta - Nám. osloboditeľov (sud de Hlavná) - VSS, križovatka.

## Horaire
- Horaire Ligne 4

## Tableau des correspondances
| Temps |   | Zone tarifaire | Stations                                                 | Quartier desservi    | Correspondances tram | Autres correspondances                                                                                      |
| ----- | - | -------------- | -------------------------------------------------------- | -------------------- | -------------------- | --- |
| 0     | o | T1             | Havlíčkova                                               | Sever (Košice)       | 249R3                | Bus 14,4 - Service de Nuit N1                                                                               |
| 1     | o | T1             | Krajský úrad Administration régionale                    | Sever (Košice)       | 249R3                | Bus 12,14,18 Bus Expres 50,55 Service de Nuit N1                                                            |
| 2     | o | T1             | Poliklinika Sever Polyclinique Nord                      | Sever (Košice)       | 249R3                | |
| 4     | o | T1             | Nám. Maratónu mieru Place de la paix du Maarathon        | Staré Mesto (Košice) | 2469R3               | Bus 13,17,19,22,34                                                                                          |
| 7     | o | T1             | Radnica Starého mesta Hôtel de ville de la Vieille Ville | Staré Mesto (Košice) | 24679R3              | Bus 17,19,22,34                                                                                             |
| 9     | o | T1             | Hlavná pošta Poste principale                            | Staré Mesto (Košice) | 247                  | Bus 12,17,34 Service de Nuit N1                                                                             |
| 10    | o | T1             | Krajský súd Palais de justice régional                   | Staré Mesto (Košice) | 24567R1R5            | Trolleybus 71,72 Bus 10,11,20,20L,21,23,25,31 Bus Expres 50,52,52L,56 Service de Nuit N1,N2,N3,N71          |
| 12    | o | T1             | Dom umenia Maison des arts                               | Staré Mesto (Košice) | 24567R1R5            | Trolleybus 71,72 Bus 10,11,12,15,16,20,20L,21,23,25,29,31 Bus Expres 50,52,52L,56 Service de Nuit N1,N3,N71 |
| 14    | o | T1             | Nám. osloboditeľov Place des libérateurs                 | Staré Mesto (Košice) | 234567R1R5           | Trolleybus 71,72 Bus 10,11,15,16,20,21,23,24,25,28,29,31,33 Bus Expres 52,56 Service de Nuit N1,N2,N3,N71   |
| 15    | o | T1             | Astória                                                  | Juh (Košice)         | 347R5                | |
| 16    | o | T1             | Stará nemocnica Ancien hopital                           | Juh (Košice)         | 347R5                | |
| 18    | o | T1             | Ryba Poisson                                             | Juh (Košice)         | 347R5                | Bus 24,28 Bus Expres 52,52L Service de Nuit N2                                                              |
| 19    | x | T1             | Holubyho                                                 | Juh (Košice)         | 347                  | |
| 20    | o | T1             | Verejný cintorín Cimetiere public                        | Juh (Košice)         | 347                  | Bus 12 Bus Expres 54 Service de Nuit N2                                                                     |
| 21    | x | T1             | Južná trieda č. 125 Boulevard du sud No 125              | Juh (Košice)         | 347                  | Bus 12 Bus Expres 54 Service de Nuit N2                                                                     |
| 23    | o | T1             | VSS, križovatka Carrefour VSS                            | Juh (Košice)         | 3479R2R8             | Bus 12,24,28 Bus Expres 52,52L,54 Service de Nuit N2                                                        |
| 24    | x | T1             | Katastrálny úrad Cadastre                                | Juh (Košice)         | 4R8                  | Bus 24 |
| 26    | o | T1             | Socha Jána Pavla II. Statue de Jean-Paul II              | Barca (Košice)       | 4R8                  | Bus 24 |

o Arrêt obligatoire.
x Arrêt sur demande.